# Sfântul Nume al Mariei

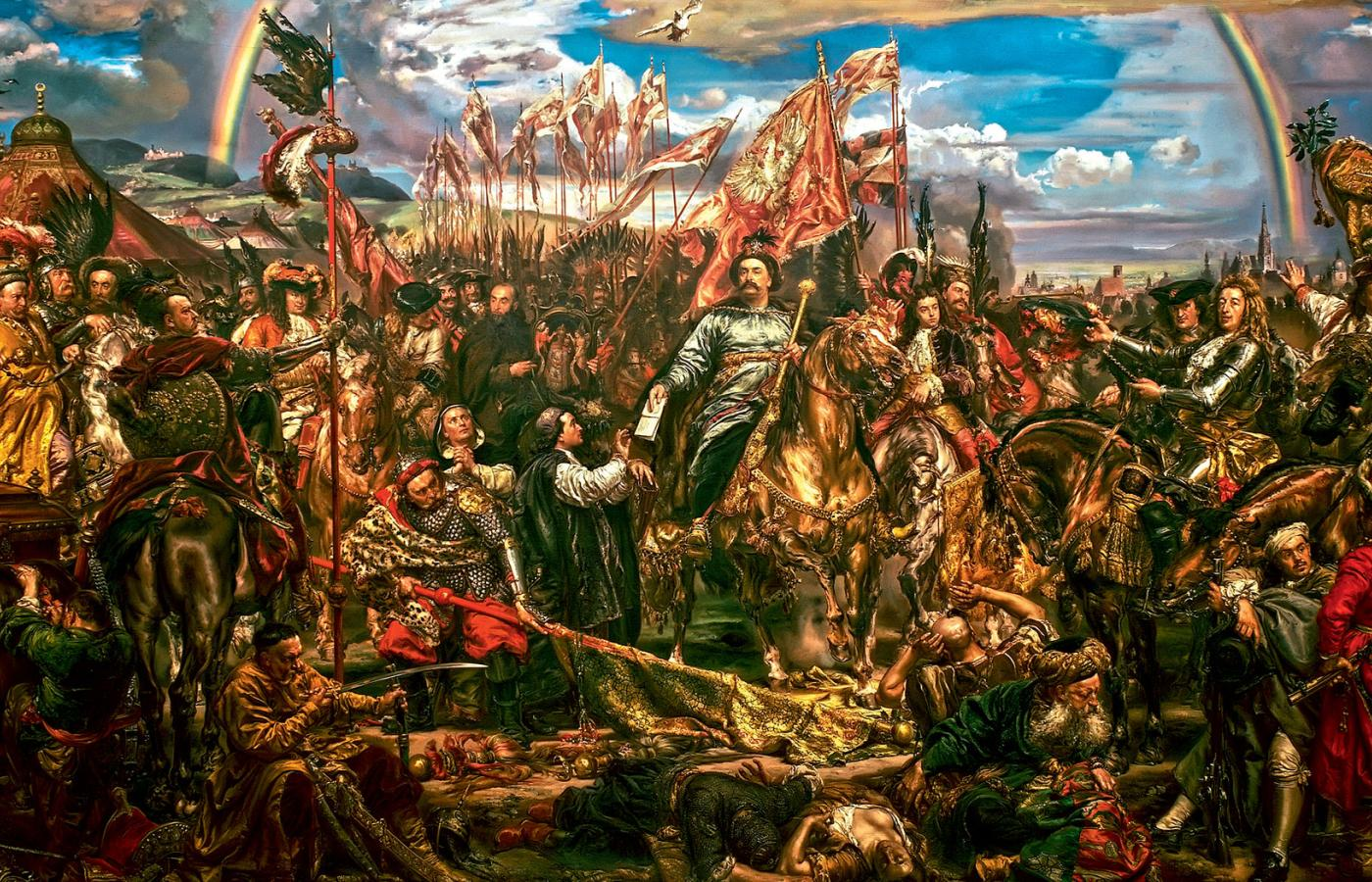
Ioan Sobieski trimițând papei solia victoriei, 12 septembrie 1683.

Sfântul Nume al Mariei este o sărbătoare romano-catolică stabilită pentru ziua de 12 septembrie. Venerarea numelui Fecioarei Maria a fost răspândită mai ales în Spania. Începând cu 1513 sărbătoarea a fost oficializată regional.
După victoria alianței creștine din ziua de 12 septembrie 1683 în Bătălia Vienei, sărbătoarea a fost introdusă în calendarul roman universal de papa Inocențiu al XI-lea.

## Hramuri
Mai multe biserici din epoca barocului, precum catedrala romano-catolică din Minsk și Biserica Sfântul Nume al Mariei din Forul lui Traian poartă acest hram.